# Marvelous Entertainment
Marvelous Entertainment Inc. (株式会社マーベラスエンターテイメント?, Maberasu Entāteinmento Inc.) (conosciuta anche come MMV) è stata una casa distributrice di contenuti musicali, videoludici e di intrattenimento. Per il settore dei videogiochi, è presente la sottodivisione Marvelous Interactive, mentre per la distribuzione di CD, DVD ed anime e la produzione di questi ultimi, se ne occupa direttamente la MMV.
Nel 2011 AQ Interactive si è fusa con Marvelous Entertainment (e con la società giochi mobile Liveware). La nuova società ha assunto il nome Marvelous AQL e AQ Interactive è stata assorbita nelle operazioni di business della Marvelous.

## Prodotti

### Produzione televisiva
- Air Gear
- Bokura ga Ita
- Ghost Hunt
- Gunslinger Girl
- Gunslinger Girl -Il Teatrino-
- Hunter × Hunter (OAV)
- Kenko Zenrakei Suieibu Umisho
- Moeyo Ken (OAV)
- Murder Princess (OAV)
- Myself ; Yourself
- Peach Girl
- Ring ni Kakero 1: Nichibei Kessen Hen
- School Days
- School Rumble
- School Rumble Nigakki
- School Rumble OAV Ichigakki Hoshu
- Sugar Sugar Rune
- Suzuka
- Ys (OAV numero 3)

### Produzione musicale
- Gunslinger Girl
- Pretty Cure
- Ashita no Nadja

### Distribuzione
- School Days OVA Special: Magical Heart Kokoro-chan